# Chủ tịch Ủy ban Trung ương Đảng Cộng sản Trung Quốc
Chủ tịch Ủy ban Trung ương Đảng Cộng sản Trung Quốc là chức vụ phụ trách chủ yếu Ủy ban Trung ương Đảng.
Ngày 19/6/1945 Trung ương Đảng đã tổ chức Hội nghị thứ nhất Đại hội Đại biểu Toàn quốc khóa 7 (gọi tắt là Thất Đại), Chủ tịch Bộ Chính trị Trung ương và Chủ tịch Ban Bí thư Trung ương, Bí thư Ban Bí thư Mao Trạch Đông đã được bầu làm Chủ tịch Ủy ban Trung ương Đảng, về sau đảm nhận Chủ tịch Đảng đến hết đời.
Ngày 1/9/1982 Đảng Cộng sản Trung Quốc triệu tập Đại hội thứ 12 của Đảng, Đại hội sửa đổi Điều lệ Đảng, quyết định xóa bỏ chức vụ Chủ tịch Ủy ban Trung ương và thiết lập chức vụ Tổng Bí thư Ủy ban Trung ương bao gồm quy định Tổng Bí thư có chức năng phụ trách triệu tập Hội nghị Bộ Chính trị Trung ương và Hội nghị Ban Thường vụ Bộ Chính trị Trung ương, chủ trì công tác Ban Bí thư Trung ương.
Đại hội thứ 18 Điều lệ Đảng sửa đổi thiết lập chức vụ "Chủ tịch danh dự Ủy ban Trung ương", chức vụ thiết lập dành cho Mao Trạch Đông khi đảm nhiệm chức vụ Chủ tịch Đảng từ khóa 7 và Chủ tịch Quân ủy Trung ương đến khi qua đời.

## Quyền hạn Chủ tịch

### Điều lệ Đảng Đại hội khóa 7
- Chủ tịch Ủy ban Trung ương là Chủ tịch Bộ Chính trị Trung ương và Chủ tịch Ban Bí thư Trung ương
- Công tác chủ yếu của Ủy ban Trung ương, thành lập tổ chức, tuyên truyền cho quân sự, báo đảng và các cơ quan khác chịa sự giám sát và chỉ đạo của Bộ Chính trị, Ban Bí thư và Chủ tịch Đảng.

### Điều lệ Đảng Đại hội khóa 8
- Chủ tịch và Phó Chủ tịch Ủy ban Trung ương đồng thời là Chủ tịch và Phó Chủ tịch Bộ Chính trị Trung ương
- Ủy ban Trung ương xem xét nếu cần thiết, tán thành thành lập chức vụ "Chủ tịch danh dự Ủy ban Trung ương"

### Điều lệ Đảng Đại hội khóa 9
- Đảng ủy tới tổ chức Đảng ra quyết định, chỉ thị nếu có ý kiến bất đồng, lưu lại ý kiến báo cáo Chủ tịch và Ủy ban Trung ương Đảng
- Chủ tịch, Phó Chủ tịch và Ban Thường vụ Bộ Chính trị thống nhất cơ cấu, chỉ đạo công việc thường nhật của Đảng, Quốc vụ viện và Quân đội

### Điều lệ Đảng Đại hội khóa 10
- Đảng ủy tới tổ chức Đảng ra quyết định, chỉ thị nếu có ý kiến bất đồng, lưu lại ý kiến báo cáo Chủ tịch
- Chủ tịch, Phó Chủ tịch và Ban Thường vụ Bộ Chính trị thống nhất cơ cấu, chỉ đạo công việc thường nhật của Đảng, Quốc vụ viện và Quân đội

### Hiến pháp 1975
- Chủ tịch Ủy ban Trung ương thống soái của các lực lượng vũ trang toàn quốc

### Hiến pháp 1978
- Các Lực lượng vũ trang Cộng hòa Nhân dân Trung Hoa do Chủ tịch Ủy ban Trung ương Đảng làm thống soái

## Danh sách Chủ tịch Đảng
| Chức vụ thứ                                  | Chân dung | Chủ tịch                             | Nhiệm kỳ bắt đầu | Nhiệm kỳ kết thúc |
| -------------------------------------------- | --------- | ------------------------------------ | ---------------- | ----------------- |
| Chủ tịch Bộ Chính trị Trung ương (1943-1969) |           |                                      |                  |                   |
| 1                                            |           | Mao Trạch Đông (26/12/1893-9/9/1976) | 20/3/1943        | 24/4/1969         |
| Chủ tịch Ủy ban Trung ương (1945-1982)       |           |                                      |                  |                   |
| 1                                            |           | Mao Trạch Đông                       | 19/6/1945        | 9/9/1976          |
| 2                                            |           | Hoa Quốc Phong (1921-2008)           | 7/10/1/1976      | 29/6/1981         |
| 3                                            |           | Hồ Diệu Bang (1915-1989)             | 29/6/1981        | 1/9/1982          |

## Phó Chủ tịch Đảng
Phó Chủ tịch Ủy ban Trung ương Đảng Cộng sản Trung Quốc gọi tắt Phó Chủ tịch Trung ương Trung Cộng hay còn được gọi là Phó Chủ tịch Đảng, chức vụ được thiết lập từ năm 1956 tới năm 1982. Là chức vụ lãnh đạo cấp cao gần với người phụ trách chủ yếu Trung ương Đảng (Chủ tịch Đảng).
Tháng 9/1956 tại Đại hội Đại biểu toàn quốc khóa 8 Đảng Cộng sản Trung Quốc, đã thông qua bản sửa đổi "Điều lệ Đảng", thiết lập chức vụ Chủ tịch Đảng và Phó Chủ tịch Đảng, do Ủy ban Trung ương nhận lệnh, các Phó Chủ tịch Đảng đều phải là Ủy viên Ban Thường vụ Bộ Chính trị.
Tháng 9/1982 Đại hội Đại biểu toàn quốc khóa 12 được triệu tập, Đại hội đã sửa Điều lệ Đảng, thông qua không thiết lập chức vụ Chủ tịch và Phó Chủ tịch Đảng.

### Danh sách Phó Chủ tịch Đảng
|                                 |           |                |                  |                   |                                                                                          | |  |
| Khóa thứ Ủy ban Trung ương Đảng | Chân dung | Họ tên         | Nhiệm kỳ         | Nhiệm kỳ          | Chủ tịch                                                                                 | Ghi chú |  |
| Khóa thứ Ủy ban Trung ương Đảng | Chân dung | Họ tên         | Nhiệm kỳ bắt đầu | Nhiệm kỳ kết thúc | Chủ tịch                                                                                 | Ghi chú |  |
| Khóa thứ 8                      |           | Lưu Thiếu Kỳ   | 9/1956           | 8/1966            | Mao Trạch Đông                                                                           | Nhiệm kỳ kéo dài tới hội nghị thứ 11                                                                               |  |
| Khóa thứ 8                      |           | Chu Ân Lai     | 9/1956           | 8/1966            | Mao Trạch Đông                                                                           | Nhiệm kỳ kéo dài tới hội nghị thứ 11                                                                               |  |
| Khóa thứ 8                      |           | Chu Đức        | 9/1956           | 8/1966            | Mao Trạch Đông                                                                           | Nhiệm kỳ kéo dài tới hội nghị thứ 11                                                                               |  |
| Khóa thứ 8                      |           | Trần Vân       | 9/1956           | 8/1966            | Mao Trạch Đông                                                                           | Nhiệm kỳ kéo dài tới hội nghị thứ 11                                                                               |  |
| Khóa thứ 8                      |           | Lâm Bưu        | 5/1958           | 4/1969            | Mao Trạch Đông                                                                           | Hội nghị thứ 5 bổ sung, tới hội nghị thứ 11 là Phó Chủ tịch duy nhất                                               |  |
| Khóa thứ 9                      | 4/1969    | Lâm Bưu        | 9/1971           | Mao Trạch Đông    | Phó Chủ tịch duy nhất trong Đảng, khi đào thoát thì bị tử vong, về sau bị tước Đảng tịch | |  |
| Khóa thứ 10                     |           | Hoa Quốc Phong | 4/1976           | 10/1976           | Mao Trạch Đông ↓ Hoa Quốc Phong                                                          | Hội nghị Bộ Chính trị bổ sung làm "Phó Chủ tịch thứ nhất"                                                          |  |
| Khóa thứ 10                     |           | Chu Ân Lai     | 8/1973           | 1/1976            | Mao Trạch Đông ↓ Hoa Quốc Phong                                                          | Mất khi đang tại chức                                                                                              |  |
| Khóa thứ 10                     | -         | Vương Hồng Văn | 8/1973           | 10/1976           | Mao Trạch Đông ↓ Hoa Quốc Phong                                                          | Thành viên "Tứ Nhân bang", sau bị miễn nhiệm chức vụ và tước Đảng tịch                                             |  |
| Khóa thứ 10                     |           | Khang Sinh     | 8/1973           | 12/1975           | Mao Trạch Đông ↓ Hoa Quốc Phong                                                          | Mất khi đang tại nhiệm, sau bị tước Đảng tịch                                                                      |  |
| Khóa thứ 10                     |           | Diệp Kiếm Anh  | 8/1973           | 8/1977            | Mao Trạch Đông ↓ Hoa Quốc Phong                                                          | Từ 10/1976 tới 7/1977 là Phó Chủ tịch duy nhất của Đảng                                                            |  |
| Khóa thứ 10                     |           | Lý Đức Sinh    | 8/1973           | 1/1975            | Mao Trạch Đông ↓ Hoa Quốc Phong                                                          | Từ chức tại Hội nghị lần thứ 2                                                                                     |  |
| Khóa thứ 10                     |           | Đặng Tiểu Bình | 1/1975 7/1977    | 4/1976 8/1977     | Mao Trạch Đông ↓ Hoa Quốc Phong                                                          | Bổ sung tại Hội nghị lần thứ 2, sau nhân sự kiện Tứ ngũ Thiên An Môn bị miễn chức vụ, Hội nghị lần thứ 3 phục chức |  |
| Khóa thứ 11                     |           | Diệp Kiếm Anh  | 7/1977           | 9/1982            | Hoa Quốc Phong ↓ Hồ Diệu Bang                                                            | |  |
| Khóa thứ 11                     |           | Đặng Tiểu Bình | 7/1977           | 9/1982            | Hoa Quốc Phong ↓ Hồ Diệu Bang                                                            | |  |
| Khóa thứ 11                     |           | Lý Tiên Niệm   | 7/1977           | 9/1982            | Hoa Quốc Phong ↓ Hồ Diệu Bang                                                            | |  |
| Khóa thứ 11                     |           | Uông Đông Hưng | 7/1977           | 2/1980            | Hoa Quốc Phong ↓ Hồ Diệu Bang                                                            | Từ chức tại Hội nghị thứ 5                                                                                         |  |
| Khóa thứ 11                     |           | Trần Vân       | 12/1978          | 9/1982            | Hoa Quốc Phong ↓ Hồ Diệu Bang                                                            | Bổ sung tại Hội nghị lần thứ 3                                                                                     |  |
| Khóa thứ 11                     |           | Triệu Tử Dương | 6/1981           | 9/1982            | Hoa Quốc Phong ↓ Hồ Diệu Bang                                                            | Bổ sung tại Hội nghị lần thứ 6                                                                                     |  |
| Khóa thứ 11                     |           | Hoa Quốc Phong | 6/1981           | 9/1982            | Hoa Quốc Phong ↓ Hồ Diệu Bang                                                            | Bổ sung tại Hội nghị lần thứ 6                                                                                     |  |